# Іранський чай

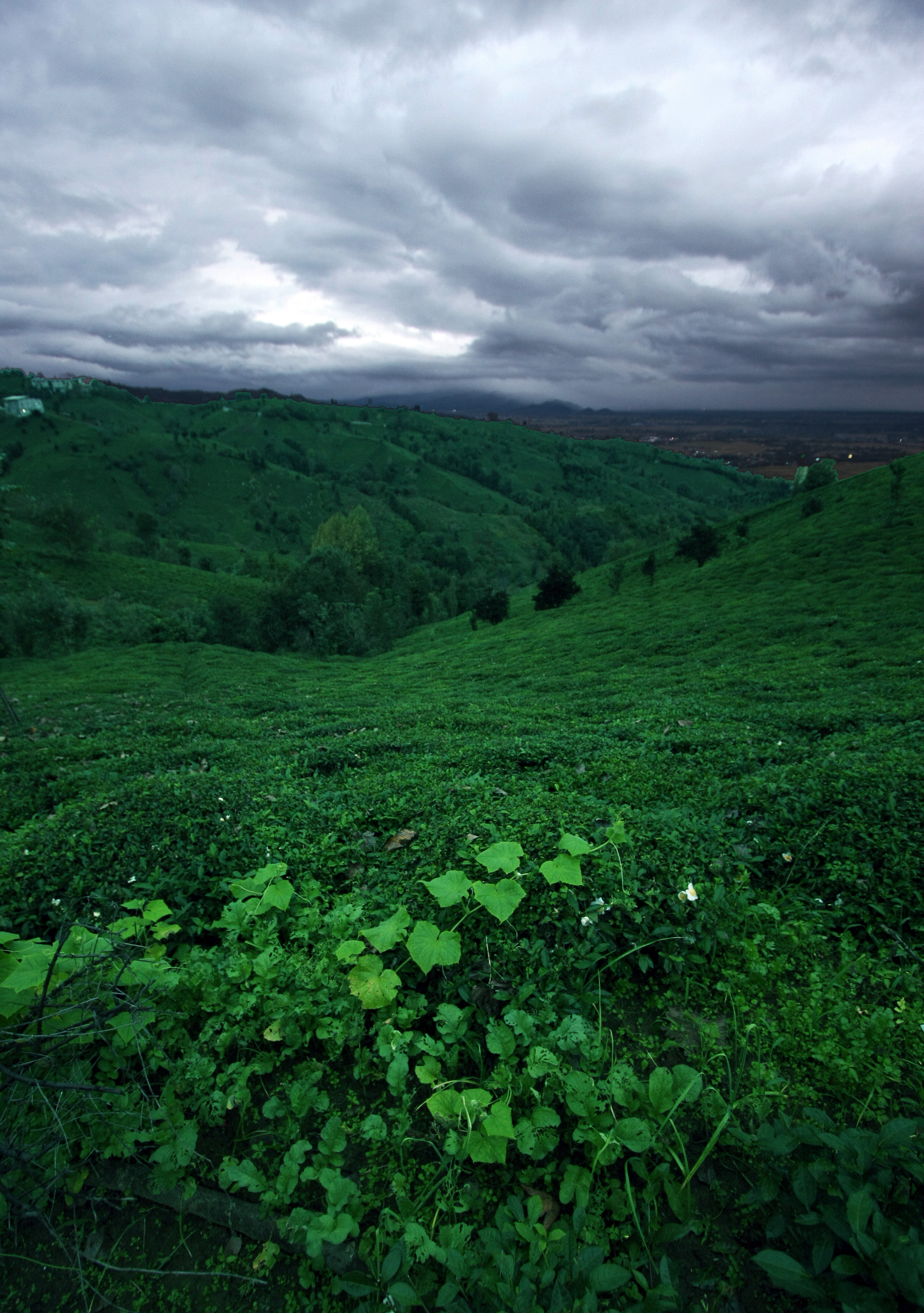
Плантації чаю в провінції Гілян

Іранський чай (перс. چای در ایران) є важливою складовою країни. Іран займає сьоме місце в світі по виробництву чаю. Найкращим сортом іранського чаю вважається лахіджанський. У шахрестані Лахіджан, в 40 км на схід від центру остана Ґілян, розташовується понад 5000 га чайних плантацій. У чайництві зайняті близько 10 000 сімей, тому Лахіджан відомий як «місто чаю». Початок чайництва в Ірані був покладений в 1901 році саме в Лахіджані зусиллями Хаджж Мохаммад-мірзи Кашеф ас-Салтана Чайкара. Досить швидко ця галузь поширилася в самому Лахіджані, а також в інших районах південного узбережжя Каспійського моря. Серед пам'яток Лахіджана — Іранський музей історії чаю..

## Види
- Чай-йє сар-е голь — має вигнуту зовнішню форму і гіркуватий, терпкий смак.
- Чай-йє мумтаз — помірно гіркий, найбільш широко вживається в Ірані
- Чай-йє калам — найбільший чай разом з гілочками, відомий своїм красивим кольором)